# 宮脇綾子
宮脇 綾子（みやわき あやこ、1905年2月8日  - 1995年7月7日）は、アップリケ作家、エッセイスト。東京府出身。旧姓は門脇。夫は洋画家の宮脇晴。次男に建築家の宮脇檀がいる。

## 略歴
- 1905年（明治38年）、東京府・田端生まれ[1]。
- 1927年（昭和2年）、油彩画家・宮脇晴と結婚。
- 1945年（昭和20年）、創作アップリケ開始。
- 1952年（昭和27年）、初個展開催。
  - 以後、展覧会多数。アメリカでも展覧会開催。
- 1960年（昭和35年）、「アップリケ綾の会」結成・主宰。
- 1995年（平成7年）、自宅（名古屋市）で没。

## 著書
- 宮脇綾子『私のアップリケ』三和図書、1964年12月1日。 NCID BA59835254。
- 宮脇綾子『綾子はりえ日記』京都書院〈別冊 美と工芸〉、1974年4月11日。 NCID BB0696712X。
- 宮脇綾子 著、小椋修 編『宮脇綾子作品集』京都書院、1977年3月1日。 NCID BA6615525X。

- 宮脇綾子『宮脇綾子アプリケ』京都書院、1981年11月1日。ISBN 978-4763630100。 NCID BN1392615X。
- 宮脇綾子『私の創作アップリケ―藍に魅せられて』大和書房、1981年5月1日。 NCID BN16134963。
- 宮脇綾子『はりえ日記 (2)』京都書院、1984年5月1日。ISBN 978-4763630148。 NCID BN11257070。

- 宮脇綾子『宮脇綾子アプリケ』京都書院、1984年5月1日。ISBN 978-4763630131。 NCID BN11605869。
- 宮脇綾子『アプリケの世界』求龍堂〈求龍堂グラフィックス〉、1986年11月1日。ISBN 978-4763086204。 NCID BN0198181X。

- 宮脇綾子 著、朝日新聞社大阪本社企画部 編『宮脇綾子自選展 : 布切れの芸術』朝日新聞社大阪本社企画部、1988年3月1日。 NCID BB16880979。
- 宮脇綾子 著、朝日新聞社 編『布切れの芸術: 創作アプリケ40年宮脇綾子至芸の世界』朝日新聞社、1989年3月1日。ISBN 978-4022584540。 NCID BN0417029X。

- 宮脇綾子『The Art of Japanese Applique』Natl Museum of Women in the Arts、1992年1月1日。ISBN 978-0940979178。 NCID BA2080651X。
- 宮脇晴、宮脇綾子 著、豊田市美術館 編『宮脇晴 宮脇綾子』豊田市美術館、1995年11月1日。 NCID BN14264651。
- 宮脇綾子 著、朝日新聞社文化企画局大阪企画部 編『宮脇綾子遺作展 : アプリケ芸術50年』朝日新聞社文化企画局大阪企画部、1997年4月1日。 NCID BA31687310。
- 宮脇綾子『はりえ日記 (1)』東方出版、1997年8月1日。ISBN 978-4885915376。 NCID BA36019784。
- 宮脇綾子『はりえ日記 (2)』東方出版、1997年11月1日。ISBN 978-4885915383。 NCID BA36019784。
- 宮脇綾子『はりえ日記 (3)』東方出版、1997年12月1日。ISBN 978-4885915390。 NCID BA36019784。
- 宮脇綾子『宮脇綾子アプリケの野菜』東方出版、2002年2月1日。ISBN 978-4885917615。 NCID BB15315265。
- 宮脇綾子 著、NHKきんきメディアプラン 編『宮脇綾子の世界 : 生誕一〇〇周年記念アプリケ作家』NHKきんきメディアプラン、2004年5月1日。 NCID BA68788122。
- 宮脇綾子 著、佐藤聡史 編『"あ" 宮脇綾子 創作アップリケの世界』東御梅野記念絵画館、2011年5月1日。 NCID BC14851183。
- 宮脇綾子 著、杉山章子 編『宮脇綾子展 : アプリケにつづる愛』一宮市三岸節子記念美術館、2013年6月1日。 NCID BB15258398。
- 宮脇綾子 著、知多市歴史民俗博物館 編『宮脇綾子 : アプリケでつづる暮らしの風景 : 特別企画展』知多市歴史民俗博物館、2014年11月1日。 NCID BB18429205。
- 宮脇綾子 著、創造教育センター 編『布切れの芸術: 創作アプリケ40年宮脇綾子至芸の世界』創造教育センター、2015年5月1日。 NCID BB24729076。
- 宮脇綾子 著、東京ステーションギャラリー 編『宮脇綾子の芸術 見た、切った、貼った』平凡社、2025年1月1日。ISBN 9784582207392。

## 出演
- 日曜美術館「あ!ボロの中に美を見つけた 宮脇綾子のアプリケ」（2025年2月23日、NHK Eテレ）[2]